# Organo della chiesa di Santa Maria a Stralsund

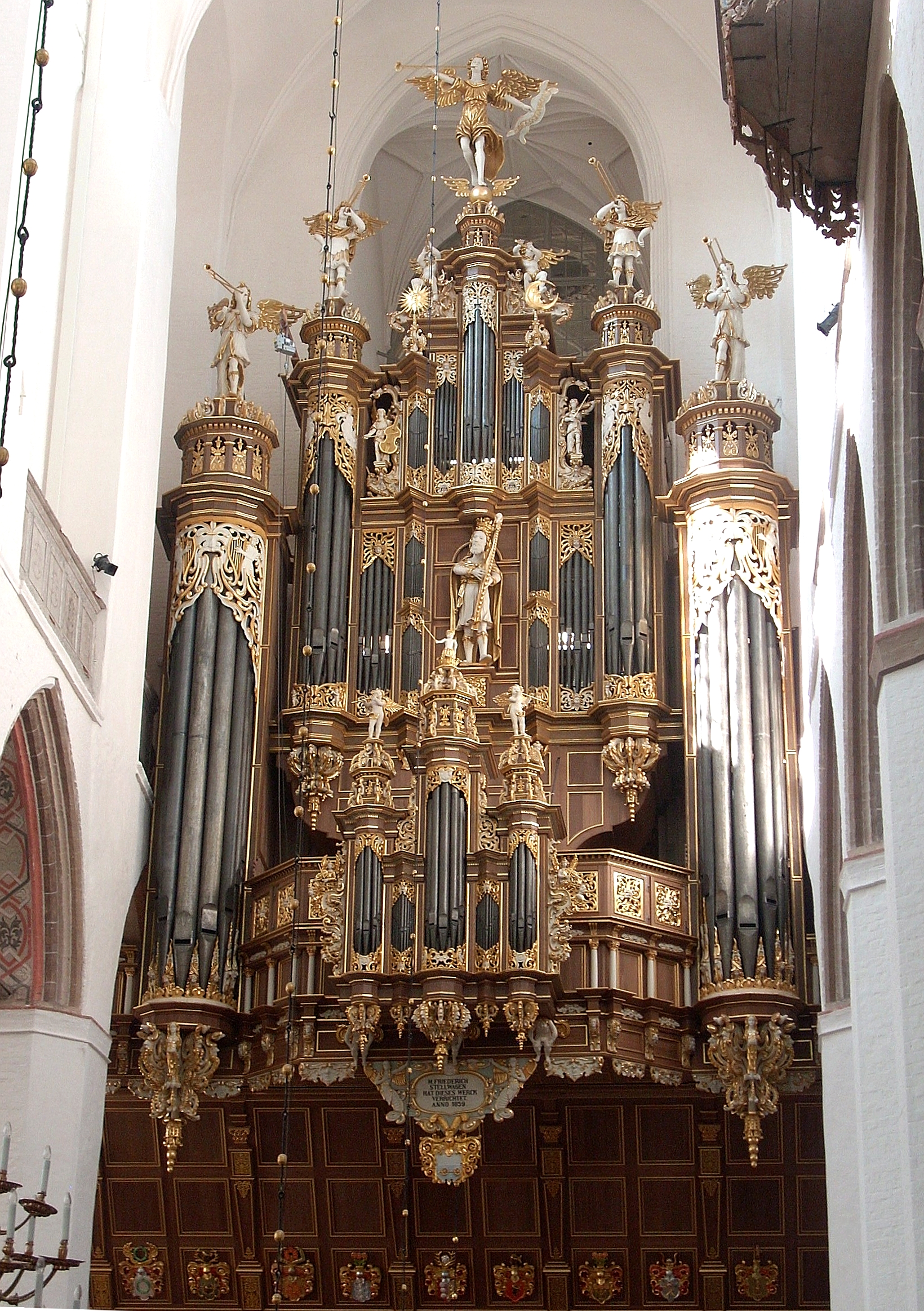
L'organo della chiesa di Santa Maria a Stralsund.

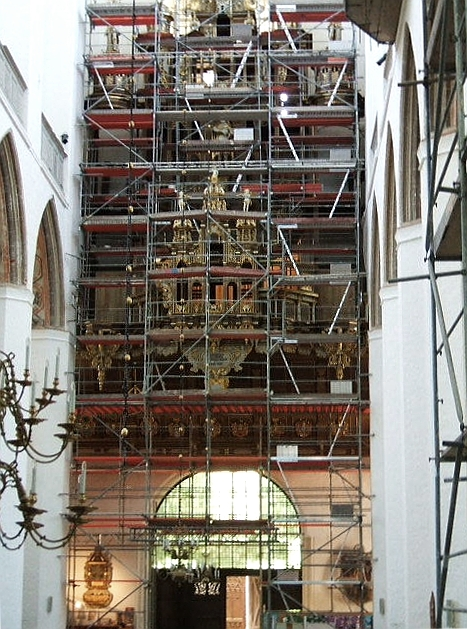
L'organo durante il restauro del 2003-2008.

Con organo della chiesa di Santa Maria ci si riferisce a un organo monumentale costruito da Friedrich Stellwagen a Stralsund, in Germania. Con i suoi cinquantuno registri, tre manuali, pedaliera, dodici mantici e oltre venti metri di cassa è uno degli organi barocchi migliori mai realizzati.

## Storia
Le prime notizie circa la presenza di un organo nella chiesa di Santa Maria risalgono al 1492. L'anno seguente Johann Sculte realizzò un nuovo organo, al quale ne seguì un altro pochi anni dopo. Nel corso del XVI secolo venne costruito un nuovo strumento, forse da Nikolaus Maaß.
Il 10 agosto 1647 un fulmine colpì il campanile della chiesa, provocando il crollo del tetto e danneggiando gravemente l'organo. Una ricevuta del 1649 ci informa del pagamento di dodici talleri per la realizzazione di un organo positivo. Tuttavia, un verbale del consiglio municipale del 27 giugno 1653 riporta la notizia dell'autorizzazione alla costruzione di un nuovo grande organo, commissionato a Friedrich Stellwagen. Non si ebbero più notizie del positivo, i cui lavori vennero probabilmente abbandonati.
La costruzione del grande organo terminò fra la Pasqua e la Pentecoste del 1659 e Stellwagen morì poco prima o poco dopo il completamento. La cassa, alta più di venti metri, è riccamente decorata da numerose statue. Sotto il rückpositiv è presente una placca con l'iscrizione «M. Friederich Stellwagen hat dieses Werck verrichtet. Anno 1659» (tedesco, Il maestro Friederich Stellwagen eseguì questo lavoro nell'anno 1659). Il 21 ottobre 1766 esplose un deposito di polvere da sparo nei pressi della chiesa, provocando numerosi morti e il danneggiamento dell'organo. Incerti se farlo riparare o se commissionarne uno nuovo, alla fine i consiglieri comunali decisero di affidare la riparazione dello strumento a Ernst Julius Marx, il quale, il 5 luglio 1775, presentò un preventivo di ben 900 scudi d'oro. I lavori si conclusero nel 1778. L'organo subì altre riparazioni nel 1794.
Nel dicembre 1807 i soldati francesi invasero la città, distruggendo numerose abitazioni, e la chiesa venne utilizzata per dare rifugio ai senzatetto. Il 24 aprile 1808 l'organaro Rützner restaurò lo strumento, ma, dal 1808 al 1810, la chiesa venne utilizzata come deposito per le truppe. Il 24 agosto 1817 tornarono a essere celebrate funzioni religiose e i superiori della chiesa ventilarono l'ipotesi di un nuovo restauro. Gli organari Witt e Weith ricevettero allora l'incarico di esaminare lo strumento, al quale riscontrarono guasti ai mantici, perdite d'aria dai somieri e la mancanza di alcune canne, rubate dai soldati. Tuttavia, nessun intervento venne eseguito.
Nel 1824 il cantor Johann Friedrich Dammas scrisse una relazione sullo stato dell'organo, ribadendo i problemi già noti. Dammas suggerì di interpellare l'organaro Carl August Buchholz per un restauro, il quale lo eseguì nel 1828. Buchholz, inoltre, reintonò lo strumento con il temperamento equabile. Fra il 1863 e il 1873 Friedrich Albert Mehmel eseguì alcuni lavori di restauro, sostituendo anche alcuni registri. Ulteriori interventi vennero in seguito eseguiti all'inizio del XX secolo.
Intorno al 1920 alcuni musicologi proposero un restauro filologico dello strumento, in modo da riportarlo il più possibile vicino alle sue condizioni originarie. Tuttavia, il progetto si arenò per via della mancanza di fondi. Il 16 giugno 1943 l'organo suonò per l'ultima volta: venne poi completamente smontato e portato a Grimmen, una località considerata al riparo dai bombardamenti, lasciando nella chiesa solamente lo scheletro in legno della cassa. Tuttavia, alcune parti andarono perdute, e, nell'inverno 1946, parte della cassa venne bruciata. La ricostruzione venne condotta fra il 1951 e il 1959 a opera dell'organaro Alexander Schuke. Tuttavia, a causa delle insufficienti conoscenze storiche e delle finanze limitate, il lavoro risultò insoddisfacente.
Fra il 1999 e il 2000 ogni parte dello strumento fu catalogata dal Gotheburg Organ Art Center, mentre Alexander Schuke, Kristian Wegscheider e Hilke Frach-Renner compirono un restauro. Infine, fra il 2003 e il 2008, Kristian Wegscheider e Hans van Rossum eseguirono un restauro filologico completo, riportanto lo strumento alle sue condizioni originali del 1659.

## Caratteristiche tecniche
Attualmente l'organo è a trasmissione interamente meccanica, il corista del La corrisponde a 465 Hz e il temperamento è il mesotonico. La disposizione fonica è la seguente:
| Primo manuale - Rückpositiv |         |
| Gr.Quintadeen               | 16'     |
| Principall                  | 8'      |
| Gedact                      | 8'      |
| Quintadeen                  | 8'      |
| Octava                      | 4'      |
| Dultz Flött                 | 4'      |
| Feltpfeiffe                 | 2'      |
| Sifflitt                    | 1' 1/3  |
| Sesquialtera                | II      |
| Scharffs                    | VI-VIII |
| Zimbell                     | III     |
| Dulcian                     | 16'     |
| Tröchter Regal              | 8'      |
| Jungfernregal               | 4'      |

| Secondo manuale - Hauptwerk |        |
| Principall                  | 16'    |
| Bordun                      | 16'    |
| Octava                      | 8'     |
| Spitz Flött                 | 8'     |
| Hollquinta                  | 5' 1/3 |
| Super octav                 | 4'     |
| Holl Flött                  | 4'     |
| Flachflött                  | 2'     |
| Rauschpfeiffe               | II-IV  |
| Mixtur                      | VI-X   |
| Scharffs                    | IV-VI  |
| Gr.Trommet                  | 16'    |

| Terzo manuale - Oberpositiv |        |
| Principall                  | 8'     |
| Holflött                    | 8'     |
| Octava                      | 4'     |
| Gr.Plockflött               | 4'     |
| Kl.Quintadeen               | 4'     |
| Nasatt                      | 2' 2/3 |
| Gemshoren                   | 2'     |
| Scharffs                    | IV-VII |
| Trommet                     | 8'     |
| Krumhoren                   | 8'     |
| Schalmey                    | 4'     |

| Pedal             |     |
| Gr.Principall Bas | 24' |
| Principall Bas    | 16′ |
| Gedact Undersatz  | 16' |
| Octaven Bas       | 8'  |
| Spitzflött Bas    | 8'  |
| Superoctav Bas    | 4'  |
| Nachthoren Bas    | 4'  |
| Feltpfeiffen Bas  | 2'  |
| Mixtur Bas        | IV  |
| Posaunen Bas      | 16' |
| Trommet Bas       | 8'  |
| Dulcian Bas       | 8'  |
| Schallmey Bas     | 4'  |
| Cornet Bas        | 2'  |

| Accessori     |
| Tremulant     |
| Glocklein     |
| Cymbelstern   |
| Vogelgeschrei |

## Galleria d'immagini

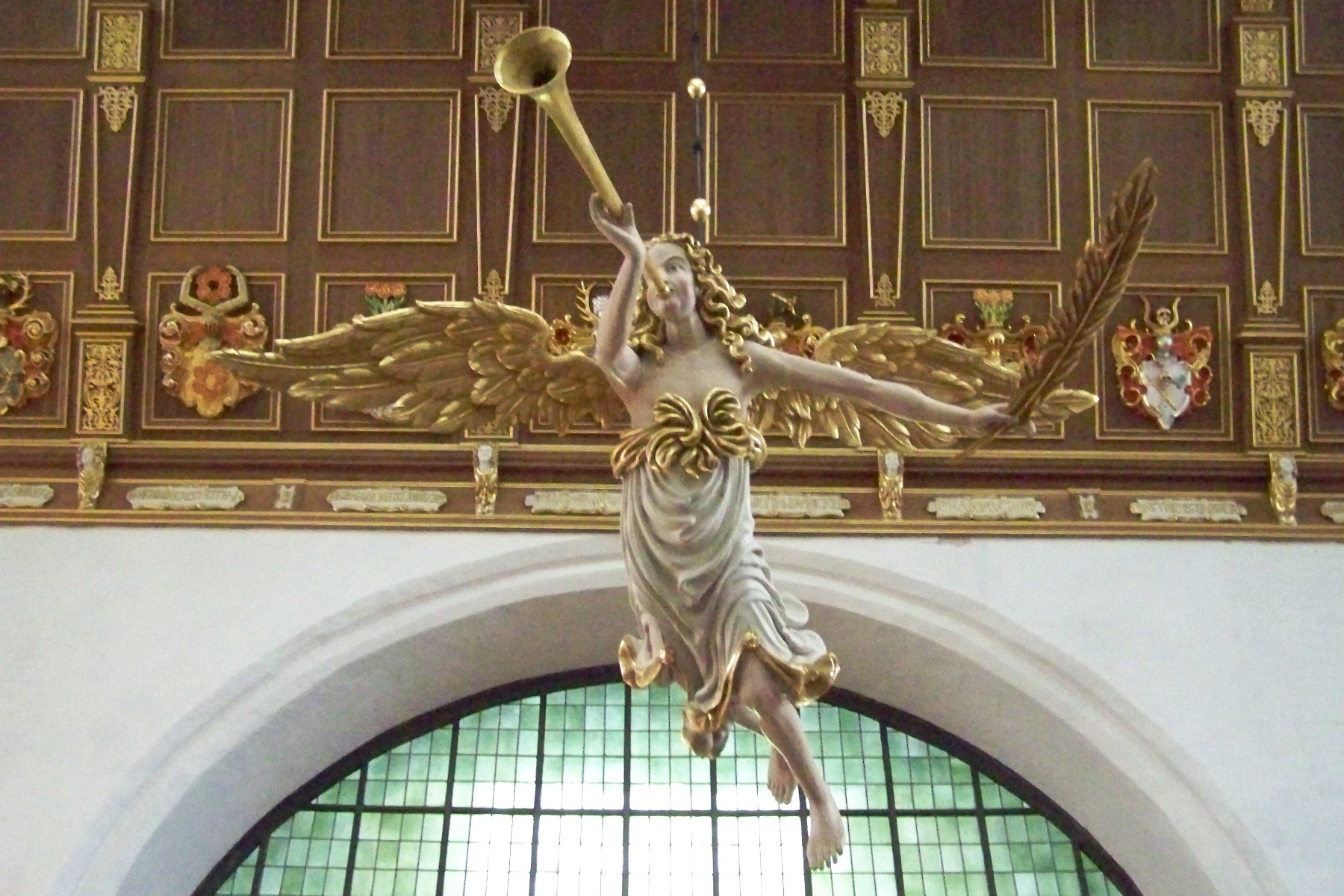
Particolare delle decorazioni.
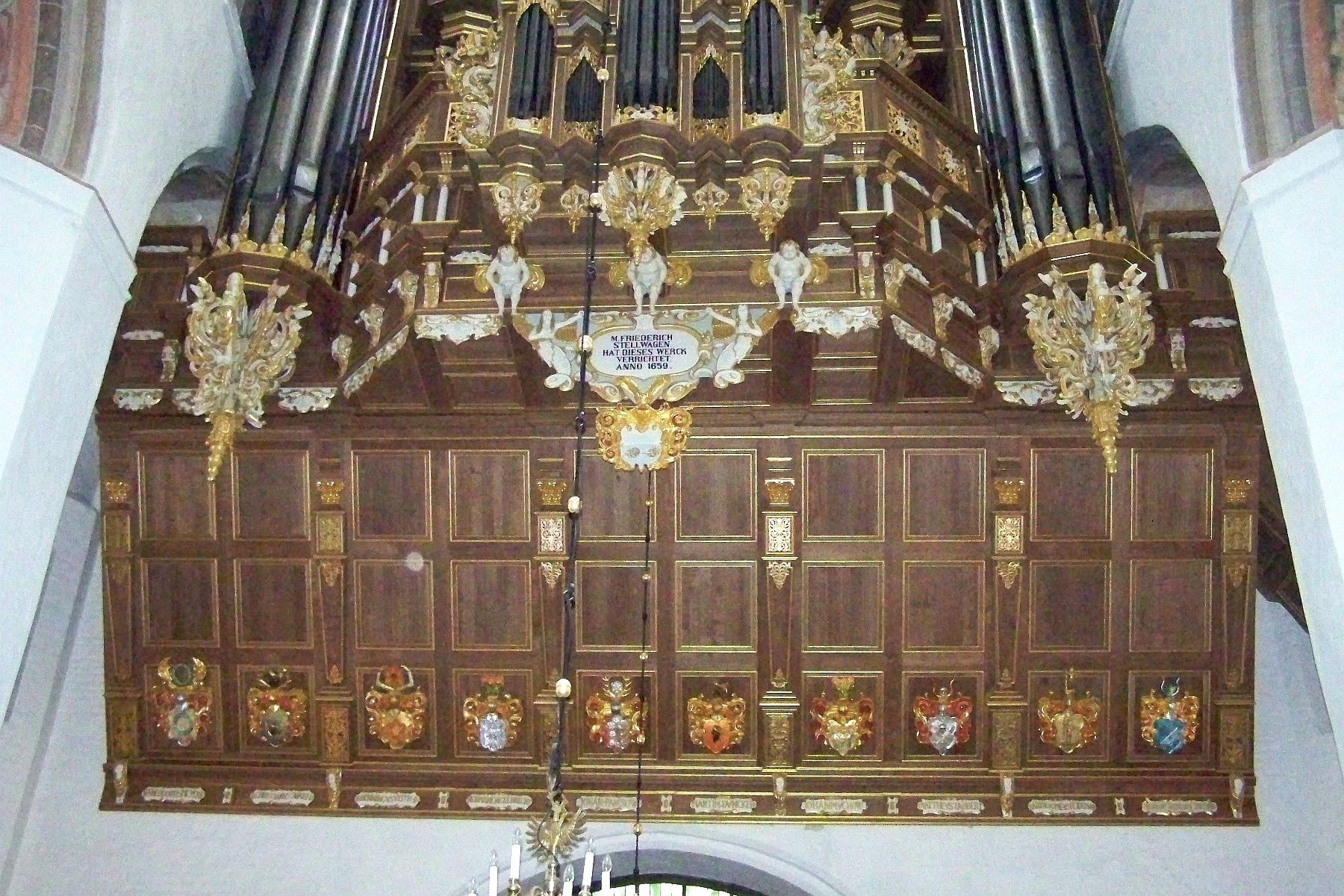
Particolare del sostegno.
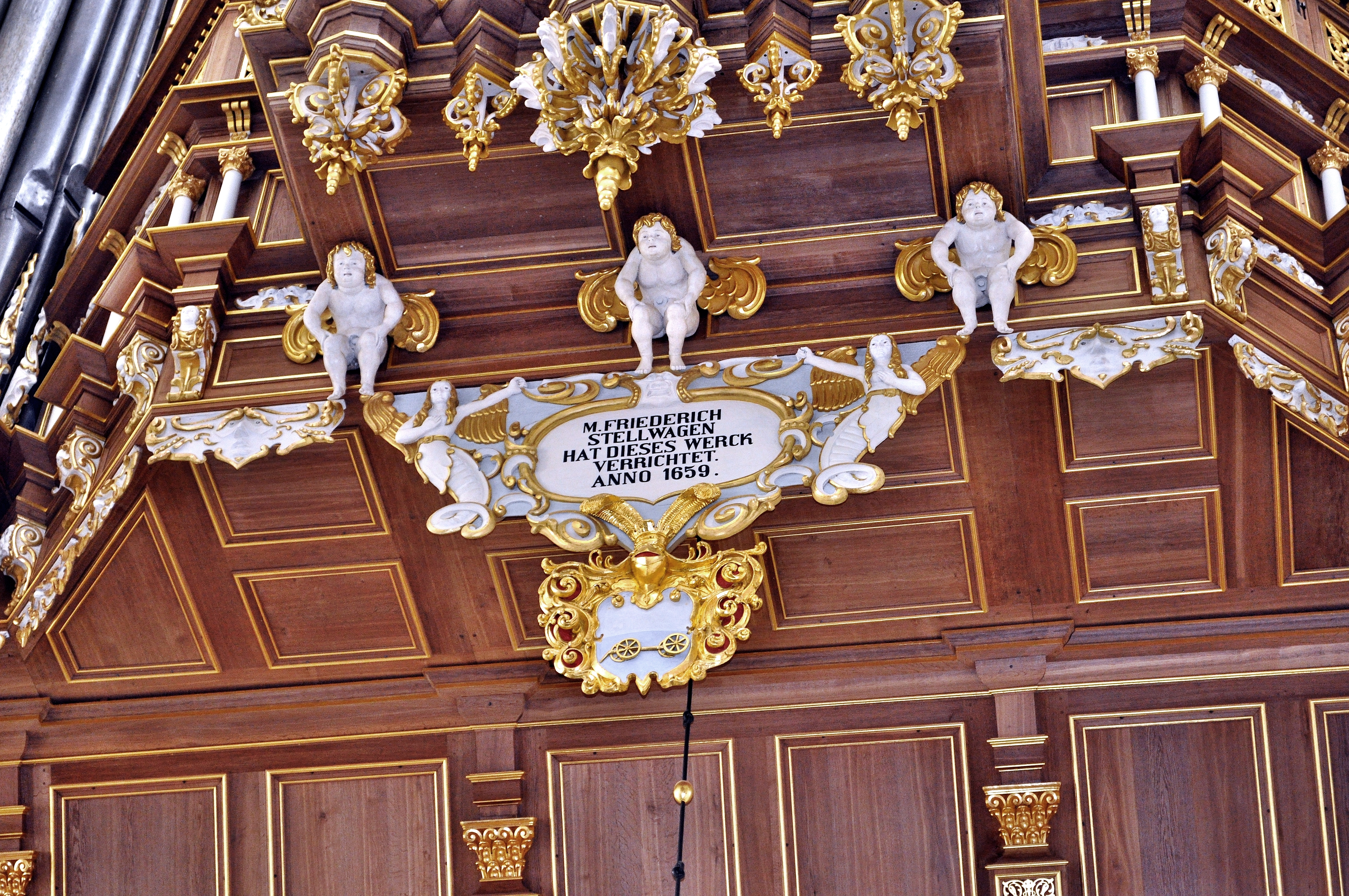
La placca sotto il rückpositiv.
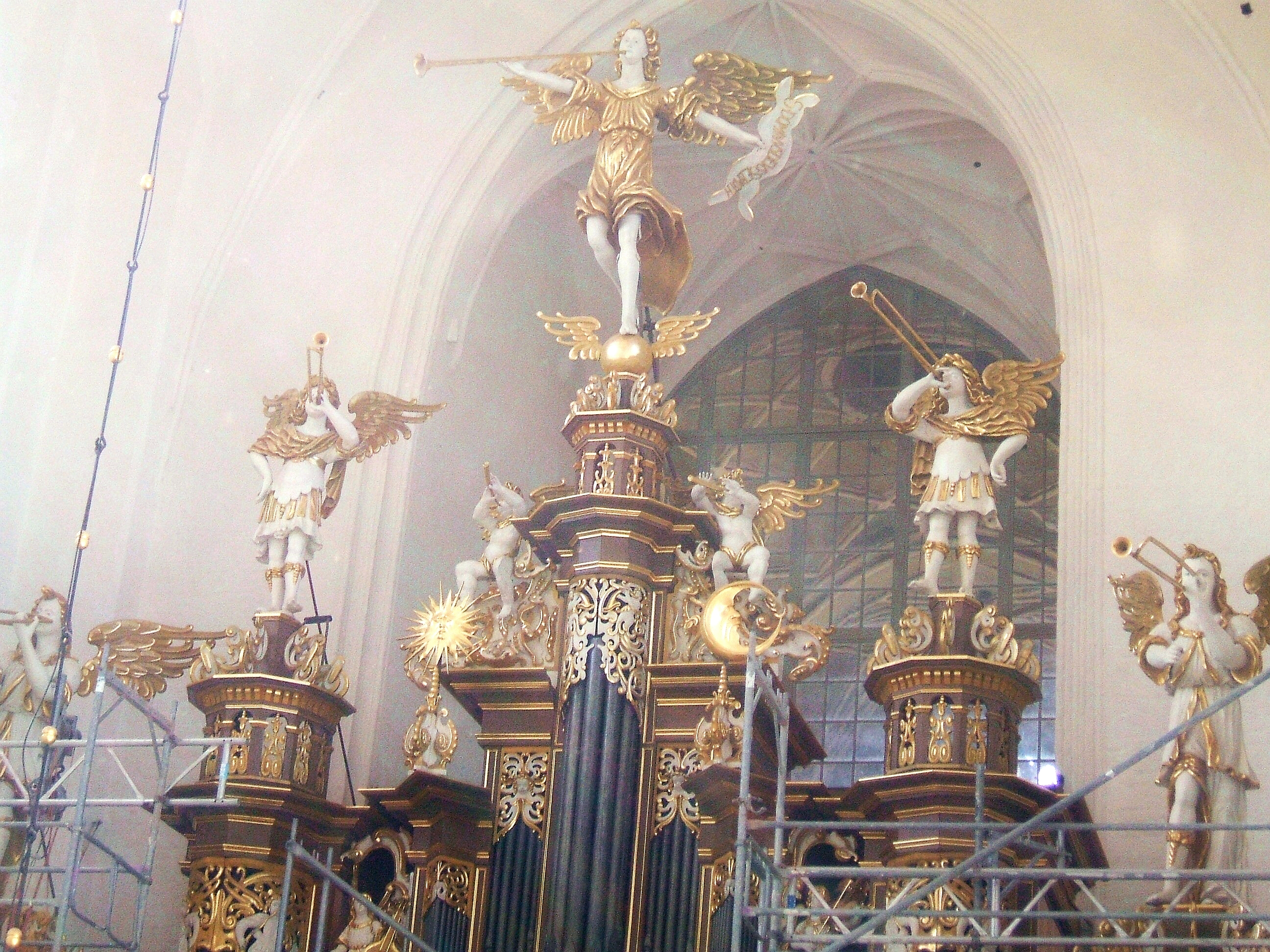
Le statue sulla sommità.